# Lavernay
Lavernay é uma comuna francesa na região administrativa de Borgonha-Franco-Condado, no departamento de Doubs. Estende-se por uma área de 7,74 km². Em 2010 a comuna tinha 589 habitantes (densidade: 76,1 hab./km²).